# Bolongongo
Bolongongo é uma cidade e município da província do Cuanza Norte, em Angola.
Tem 1 061 km² e cerca de 31 mil habitantes. É limitado a norte pelo município de Quitexe, a leste pelo município de Ambaca, a sul pelo município de Quiculungo, e a oeste pelo município de Banga.
O município é constituído pela comuna-sede, correspondente à cidade de Bolongongo, e pelas comunas de Terreiro e Quiquiemba.

## Geografia
A sede municipal do Bolongongo dista 150 km da capital da província do Cuanza Norte, a cidade de Nadalatando. Por sua vez, a comuna de Terreiro dista 24 km da sede municipal, e a de Quiquiemba dista 60 km.
A sua população é de origem mista, com distribuição maior de congos e ambundos; a língua franca é o português, havendo também grupos falantes das línguas quicongo e quimbundo, com um dialeto híbrido das três, o dihungo.
O maior curso d'água a cortar o território municipal é chamado de rio Uengue

## Economia
A dinâmica de organização socioeconômica e política do município de Bolongongo é camponesa, que por sua vez dedicam-se ao cultivo, para subsistência e comercialização de excedentes, principalmente da mandioca, do milho, da ginguba, da banana, do feijão e de hortaliças.